# Ханс Кристијан Ерстед
Ханс Кристијан Ерстед (дан. Hans Christian Ørsted; Рудкебинг, 14. август 1777 — Копенхаген, 9. март 1851) је био дански физичар и хемичар, који је био под утицајем Имануела Канта. Године 1820. је открио однос између електрицитета и магнетизма у врло једноставном експерименту. Демонстрирао је да жица кроз коју протиче струја може да одбије намагнетисану иглу компаса. Ерстед није понудио никакво задовољавајуће објашњење овог феномена, нити је представио феномен у математичким оквирима.
Ерстед није био први које је открио да су електрицитет и магнетизам повезани. Њему је претходило откриће које је 18 година раније начинио Италијан, Ђан Доменико Ромањози. Белешка о Ромањозијевом открићу је објављена 1802. у италијанским новинама, али ју је научна јавност превидела. Године 1825, је значајно допринео хемији, по први пут произвевши алуминијум.
CGS јединица за магнетну индукцију (ерстед) је названа по њему у част његових доприноса на пољу електромагнетизма.

## Електромагнетизам
Године 1820, Ерстед је објавио своје откриће да је игла компаса скренута са магнетног севера оближњом електричном струјом, потврђујући директну везу између електрицитета и магнетизма. Често навођена прича да је Ерстед случајно дошао до овог открића током предавања је мит. Он је, заправо, тражио везу између електрицитета и магнетизма још од 1818. године, али је био прилично збуњен резултатима које је добијао.
Његово прво тумачење је било да магнетни ефекти зраче са свих страна жице која носи електричну струју, као и светлост и топлота. Три месеца касније, започео је интензивнија истраживања и убрзо потом објавио своја открића, показујући да електрична струја производи кружно магнетно поље док тече кроз жицу. За његово откриће, Лондонско краљевско друштво доделило је Ерстеду Коплијеву медаљу 1820. године, а Француска академија му је доделила 3.000 франака.
Ерстедови налази покренули су многа истраживања електродинамике широм научне заједнице, утичући на развој једне математичке формуле коју је направио француски физичар Андре-Мари Ампер за представљање магнетних сила између проводника са струјом. Ерстедов рад је такође представљао велики корак ка јединственом концепту енергије.
Ерстедов ефекат је довео до комуникацијске револуције због његове примене на електрични телеграф. Могућност таквог телеграфа је скоро одмах сугерисао математичар Пјер-Симон Лаплас, а Ампер је представио рад заснован на Лапласовој идеји исте године када и Ерстедово откриће. Међутим, прошло је скоро две деценије пре него што је то постало комерцијална стварност.

## Касније године
Ерстед је изабран за страног члана Краљевске шведске академије наука 1822, члана Америчког филозофског друштва 1829, и страног почасног члана Америчке академије наука и уметности 1849.
Он је основао Друштво за пропагирање природних наука (SNU), друштво за ширење знања о природним наукама, 1824. Он је такође био оснивач претходних организација које су на крају постале Дански метеоролошки институт и Дански завод за патенте и жигове. Године 1829, Ерстед је основао Den Polytekniske Læreanstalt („Колеџ напредне технологије“) који је касније преименован у Технички универзитет Данске.
Године 1825, Ерстед је дао значајан допринос хемији тако што је први пут произвео алуминијум у скоро чистом облику. Године 1808, Хамфри Дејви је предвидео постојање метала коме је дао име алуминијум. Међутим, његови покушаји да га изолује помоћу процеса електролизе били су неуспешни. Најближе што му је дошао била је легура алуминијума и гвожђа. Ерстед је био први који је изоловао елемент путем редукције алуминијум хлорида. Иако је легура алуминијума коју је екстраховао још увек садржавала нечистоће, он је заслужан за откриће метала. Његов рад је даље развио Фридрих Велер који је 22. октобра 1827. добио алуминијумски прах, и очврснуле кугле од растопљеног алуминијума 1845. Велер је заслужан за прво изоловање метала у чистом облику.
Ерстед је умро у Копенхагену 1851. године у 73. години и сахрањен је на гробљу Асистенс.

## Дела
Ørsted was a published writer and poet. His poetry series Luftskibet ("The Airship") was inspired by the balloon flights of fellow physicist and stage magician Étienne-Gaspard Robert. Shortly before his death, he submitted a collection of articles for publication under the title Aanden i Naturen ("The Soul in Nature"). The book presents Ørsted's life philosophy and views on a wide variety of issues.
- Ansicht der chemischen Naturgesetze, durch die neueren Entdeckungen gewonnen (на језику: француски). Paris: Jean Gabriel Dentu. 1813.
- Aanden i Naturen (на језику: немачки). 1. Leipzig: Lorck. 1854.
- Aanden i Naturen (на језику: немачки). 2. Leipzig: Lorck. 1854.